# Ням-Осорын Цултэм
Ням-Осорын Цултэм (монг. Нямосорын Цултэм, 1923—2001) — народный художник МНР, искусствовед, председатель Союза монгольских художников (1955—1990).

## Биография

### Ранние годы и образование
Цултэм родился в 1923 году в Ара-Хангайском аймаке МНР. В 1930 году отдан в обучение иконописи в один из улан-баторских монастырей. С 1940 года работал в Гостеатре помощником художника, обучаясь по вечерам в студии Бельского и Бушнёва. В 1944 году был назначен первым художником на «Монголкино», где шла работа над фильмом «Степные витязи» (монг. Цогт тайж). В 1945—1951 годах учился в московском Институте им. Сурикова в мастерской С. В. Герасимова.

### Карьера в МНР
Избирался депутатом Великого государственного хурала, был кандидатом в члены ЦК МНРП, лауреатом Государственной премии МНР, с 1974 года — народный художник МНР. С 1955 по 1990 годы руководил Союзом монгольских художников.

## Творчество
К 1984 году Цултэмом было создано более 400 работ. Основным жанром, в котором работал Цултэм, был пейзаж: «Айл в степи» (1955); «Дорога» (1974), «Осень» (1972) и др. Помимо пейзажной живописи, Цултэм занимался портретом (портреты М. Манибадара, У. Ядамсурэна, Дашдэлэг, Цогзолмы, Ц. Цэгмида, Ичинхорло; «Гуртовщица» (1968), «Ю. Цеденбал среди скотоводов» (1975)).
Помимо художественного творчества, Цултэм создал несколько искусствоведческих альбомов-монографий («Искусство Монголии с древнейших времён до наших дней» (М., 1982), «Архитектура Монголии», «Скульптура Монголии», «Занабазар», Современное монгольское искусство" и «Прикладное декоративное искусство Монголии»).
Сыновья Цултэма Мунхжин и Энхжин пошли по стопам отца, также став художниками.

## Внешние ссылки
- Работы Цултэма в Монгольской художественной галерее Архивная копия от 5 марта 2016 на Wayback Machine